# کمدین‌ها (فیلم ۱۹۴۱)
کمدین‌ها (آلمانی: Komödianten) فیلمی در ژانر درام به کارگردانی گئورگ ویلهلم پابست است که در سال ۱۹۴۱ منتشر شد.